# The Smuggler's Daughter (film 1909)
The Smuggler's Daughter è un cortometraggio muto del 1909. Il nome del regista non viene riportato nei credit del film in un rullo di cui per il momento non si conoscono altri dati certi.

## Trama
In riva al mare, sulla costa rocciosa, una ragazza si dimostra devota al padre contrabbandiere.

## Produzione
Il film fu prodotto dalla Lubin Manufacturing Company.

## Distribuzione
Distribuito dalla Lubin Manufacturing Company, il film - un cortometraggio in una bobina - uscì nelle sale cinematografiche statunitensi il 20 maggio 1909.

### Critica
Note critiche di The Moving Picture World (29 maggio 1909) IMDb